# Gojko Nikoliš
Gojko Nikoliš, hrvaški vojaški zdravnik in general, * 11. avgust 1911, † 11. julij 1995.

## Življenjepis
Leta 1935 je postal član KPJ in naslednje leto je diplomiral na beograjski Medicinski fakulteti. Nato je sodeloval v španski državljanski vojni, kjer je postal poročnik.
Med drugo svetovno vojno je bil šef sanitete pri Vrhovnem štabu NOV in POJ, po vojni pa načelnik Sanitetne uprave JLA s činom generalpolkovnika in veleposlanik. Postaj je tudi narodni heroj (1951) in akademik Srbske akademije znanosti in umetnosti (SANU).